# Hockey su prato ai Giochi della XXXI Olimpiade - Torneo femminile
Il torneo femminile di hockey su prato dei Giochi Olimpici di Rio de Janeiro 2016 si è svolto al Centro Nacional de Hóquei di Rio de Janeiro dal 7 al 19 agosto 2016.

## Formula
12 squadre sono inizialmente state inserite in due gironi composti da 6 squadre ciascuno in cui ogni squadra affronta le altre appartenenti allo stesso girone. Le prime quattro di ogni gruppo si qualificano ai quarti di finale del torneo a eliminazione diretta, mentre le restanti due squadre vengono eliminate. I vincitori dei quarti avanzano alle semifinali, in cui le due vincenti accederanno alla finalissima per la medaglia d'oro, mentre le due perdenti disputano la finale 3º-4º posto che assegna la medaglia di bronzo.

## Risultati

### Fase preliminare

#### Gruppo A
| Squadra       | P.ti | G | V | P | S | GF | GS | DR  |
| ------------- | ---- | - | - | - | - | -- | -- | --- |
| Paesi Bassi   | 13   | 5 | 4 | 1 | 0 | 13 | 1  | 12  |
| Nuova Zelanda | 10   | 5 | 3 | 1 | 1 | 11 | 5  | 6   |
| Germania      | 7    | 5 | 2 | 1 | 2 | 6  | 6  | 0   |
| Spagna        | 6    | 5 | 2 | 0 | 3 | 6  | 12 | -6  |
| Cina          | 5    | 5 | 1 | 2 | 2 | 3  | 5  | -2  |
| Corea del Sud | 1    | 5 | 0 | 1 | 4 | 3  | 13 | -10 |

| Data     | Ora*  | Partita       | Partita | Partita       |
| -------- | ----- | ------------- | ------- | ------------- |
| 07.08.16 | 10:00 | Nuova Zelanda | 4-1     | Corea del Sud |
| 07.08.16 | 12:30 | Paesi Bassi   | 5-0     | Spagna        |
| 07.08.16 | 13:30 | Cina          | 1-1     | Germania      |
| 08.08.16 | 13:30 | Nuova Zelanda | 1-2     | Germania      |
| 08.08.16 | 17:00 | Paesi Bassi   | 4-0     | Corea del Sud |
| 08.08.16 | 19:30 | Spagna        | 0-2     | Cina          |
| 10.08.16 | 10:00 | Spagna        | 1-2     | Nuova Zelanda |
| 10.08.16 | 12:30 | Germania      | 2-0     | Corea del Sud |
| 10.08.12 | 18:00 | Cina          | 0-1     | Paesi Bassi   |
| 11.08.16 | 17:00 | Germania      | 1-2     | Spagna        |
| 12.08.16 | 10:00 | Cina          | 0-0     | Corea del Sud |
| 12.08.16 | 11:00 | Nuova Zelanda | 1-1     | Paesi Bassi   |
| 13.08.16 | 12:30 | Paesi Bassi   | 2-0     | Germania      |
| 13.08.16 | 17:00 | Spagna        | 3-2     | Corea del Sud |
| 13.08.16 | 20:30 | Nuova Zelanda | 3-0     | Cina          |

- Gli orari corrispondono al fuso orario locale (UTC-3)

#### Gruppo B
| Squadra       | P.ti | G | V | P | S | GF | GS | DR  |
| ------------- | ---- | - | - | - | - | -- | -- | --- |
| Gran Bretagna | 15   | 5 | 5 | 0 | 0 | 12 | 4  | 8   |
| Stati Uniti   | 12   | 5 | 4 | 0 | 1 | 14 | 5  | 9   |
| Australia     | 9    | 5 | 3 | 0 | 2 | 11 | 5  | 6   |
| Argentina     | 6    | 5 | 2 | 0 | 3 | 12 | 6  | 6   |
| Giappone      | 1    | 5 | 0 | 1 | 4 | 3  | 16 | -13 |
| India         | 1    | 5 | 0 | 1 | 4 | 3  | 19 | -16 |

| Data     | Ora*  | Partita       | Partita | Partita       |
| -------- | ----- | ------------- | ------- | ------------- |
| 06.08.16 | 17:00 | Stati Uniti   | 2-1     | Argentina     |
| 06.08.16 | 20:30 | Gran Bretagna | 2-1     | Australia     |
| 07.08.16 | 11:00 | India         | 1-1     | Giappone      |
| 08.08.16 | 10:00 | Australia     | 1-2     | Stati Uniti   |
| 08.08.16 | 18:00 | Gran Bretagna | 3-0     | India         |
| 08.08.16 | 20:30 | Argentina     | 4-0     | Giappone      |
| 10.08.16 | 11:00 | India         | 1-6     | Australia     |
| 10.08.16 | 13:30 | Gran Bretagna | 3-2     | Argentina     |
| 10.08.12 | 17:00 | Stati Uniti   | 6-1     | Giappone      |
| 11.08.16 | 18:00 | Australia     | 1-0     | Argentina     |
| 11.08.16 | 19:30 | Stati Uniti   | 3-0     | India         |
| 11.08.16 | 20:30 | Giappone      | 0-2     | Gran Bretagna |
| 13.08.16 | 10:00 | Argentina     | 5-0     | India         |
| 13.08.16 | 18:00 | Gran Bretagna | 2-1     | Stati Uniti   |
| 13.08.16 | 19:30 | Australia     | 2-0     | Giappone      |

- Gli orari corrispondono al fuso orario locale (UTC-3)

## Fase finale

### Tabellone
|  | Quarti di finale | Quarti di finale       |                |               | Semifinali                | Semifinali                |  |  | Finale         | Finale |
|  |                  |                        |                |               |                           |                           |  |  |                |        |
|  | 15 agosto 2016   |                        |                |               |                           |                           |  |  |                |        |
|  |                  |                        |                |               |                           |                           |  |  |                |        |
|  | Paesi Bassi      | 3                      |                |               |                           |                           |  |  |                |        |
|  | Paesi Bassi      | 3                      | 17 agosto 2016 |               |                           |                           |  |  |                |        |
|  | Argentina        | 2                      |                |               |                           |                           |  |  |                |        |
|  | Argentina        | 2                      | Paesi Bassi    | 1 (4)         |                           |                           |  |  |                |        |
|  | 15 agosto 2016   |                        | Paesi Bassi    | 1 (4)         |                           |                           |  |  |                |        |
|  |                  | Germania               | 1 (3)          |               |                           |                           |  |  |                |        |
|  | Stati Uniti      | Germania               | 1 (3)          | 1             |                           |                           |  |  |                |        |
|  | Stati Uniti      |                        | 19 agosto 2016 | 1             |                           |                           |  |  |                |        |
|  | Germania         | 2                      |                |               |                           |                           |  |  |                |        |
|  | Germania         | 2                      | Paesi Bassi    | 3 (0)         |                           |                           |  |  |                |        |
|  | 15 agosto 2016   |                        | Paesi Bassi    | 3 (0)         |                           |                           |  |  |                |        |
|  |                  | Gran Bretagna (d.c.r.) | 3 (2)          |               |                           |                           |  |  |                |        |
|  | Nuova Zelanda    | Gran Bretagna (d.c.r.) | 3 (2)          | 4             |                           |                           |  |  |                |        |
|  | Nuova Zelanda    | 17 agosto 2016         |                | 4             |                           |                           |  |  |                |        |
|  | Australia        | 2                      |                |               |                           |                           |  |  |                |        |
|  | Australia        | 2                      | Nuova Zelanda  | 0             | Finale per il terzo posto | Finale per il terzo posto |  |  |                |        |
|  | 15 agosto 2016   |                        | Nuova Zelanda  | 0             | Finale per il terzo posto | Finale per il terzo posto |  |  |                |        |
|  |                  | Gran Bretagna          | 3              |               |                           |                           |  |  |                |        |
|  | Gran Bretagna    | Gran Bretagna          | 3              | 3             | Germania                  | 2                         |  |  |                |        |
|  | Gran Bretagna    |                        |                | 3             | Germania                  | 2                         |  |  |                |        |
|  | Spagna           | 1                      |                | Nuova Zelanda | 1                         |                           |  |  |                |        |
|  | Spagna           | 1                      |                |               | 1                         |                           |  |  |                |        |
|  |                  |                        |                |               |                           |                           |  |  | 19 agosto 2016 |        |
|  |                  |                        |                |               |                           |                           |  |  |                |        |

## Classifica finale
| Posizione | Squadra       |
| --------- | ------------- |
|           | Gran Bretagna |
|           | Paesi Bassi   |
|           | Germania      |
| 4         | Nuova Zelanda |
| 5         | Stati Uniti   |
| 6         | Australia     |
| 7         | Argentina     |
| 8         | Spagna        |
| 9         | Cina          |
| 10        | Giappone      |
| 11        | Corea del Sud |
| 12        | India         |